# Hadena asiatica
Hadena asiatica là một loài bướm đêm trong họ Noctuidae.